# فریدریش سوم، امپراتور آلمان
فْریدریش سوّم (به آلمانی: Friedrich Wilhelm Nikolaus Karl von Preußen) با نام رسمی: فردریش ویلهلم نیکولاس کارل فون پروسِن (زادهٔ ۱۸ اکتبر ۱۸۳۱–مرگ ۱۵ ژوئن ۱۸۸۸) پس از مرگ پدرش ویلهلم یکم امپراتور آلمان در ۹ مارس ۱۸۸۸، برای ۹۹ روز پادشاه پروس و همچنین قیصر آلمان بود پس از مرگ وی نخستین فرزند و جانشین وی ویلهلم دوم قیصر آلمان شد.

## زندگی
او یگانه پسرِ ویلهلم یکم بود. نام کامل او پیش از پادشاهی فریدریش ویلهلم نیکلاوس کارل (به آلمانی: Friedrich Wilhelm Nikolaus Karl) بود.
پیش از پادشاهی او در زمینهٔ نظامی فعالیت داشت و در جوانی در جنگ‌ دانمارک-پروس، و  فرانسه و پروس رهبری داشت. با همهٔ کار آزمودگی‌اش در جنگ گفته‌شده که از خونریزی بیزار و انسان دل‌رحمی بوده است.
هنگامیکه در ۱۸۷۱ آلمان متحد شد، پدرش ویلهلم که پادشاه پروس بود، به امپراتوری این سرزمین همبسته رسید. هنگامیکه در ۹ مارس ۱۸۸۸ ویلهلم در نود سالگی درگذشت، از ولایت عهدی فریدریش ۲۷ سال می‌گذشت. ولی او از سرطان حنجره رنج می‌برد و سرانجام هم پس از کوشش‌های ناکام پزشکان در ۱۵ ژوئن همان سال پس از ۹۹ روز پادشاهی درگذشت.
همسر فریدریش سوم، ویکتوریا، بزرگ‌ترین دختر ملکه ویکتوریا فرمانروای بریتانیا بود.
زمانی که ولیعهد بود با سیاست های محافظه‌کارانه صدراعظم اتو فون بیسمارک سر سازش نداشت. او همچنین گرایش‌های لیبرال داشت. او و همسرش ستایندهٔ شاهزاده آلبرت همسر ملکه ویکتوریا و پدر زن فریدریش بودند. به دید او باید مطابق مدل انگلیسی صدر اعظم در برابر پارلمان مسئول می‌بود، نه چون آنِ بیسمارک مسئول در برابر امپراتور. او و همسرش در اندیشهٔ برپایی یک حزب مترقی در آلمان بودند.

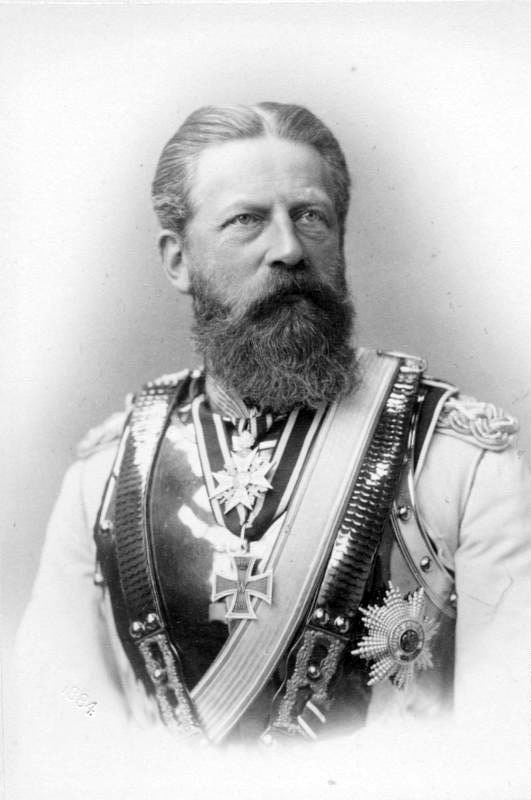
در سال ۱۸۷۵

با مرگ او پسرش ویلهلم دوم به جانشینی او رسید.